# ER200型电力动车组
ER200型电力动车组（俄語：Электропо́езд ЭР200）是苏联铁路的电力动车组车型之一，也是苏联第一种高速铁路列车，适用于供电制式为3000伏直流电的电气化铁路，由位于拉脱维亚的里加车辆制造厂和里加电机制造厂设计制造，于1973年研制成功，1984年在莫斯科-列宁格勒铁路正式投入营运，至2009年退役。

## 发展历史

### 背景
从1950年代末开始，苏联铁路开始在铁路干线上进行提速改造，以提高旅客列车的运行速度。苏联首先在线路条件较好的莫斯科-列宁格勒铁路上，通过撤销部分车站、延长缓和曲线、更换钢轨和道岔、强化桥梁隧道等措施，使旅客列车最高速度在1958年至1963年间分三个阶段由100公里/小时提高到160公里/小时。1963年3月，苏联第一列最高速度达到160公里/小时的特快旅客列车，在莫斯科和列宁格勒之间投入营运，被命名为“阿芙乐尔号”，全程运行5小时27分钟，平均技术速度为130.4公里/小时。与此同时，苏联铁路决定向更高速度发起挑战。1964年10月，世界上首条高速铁路——日本的东海道新干线通车，高速列车以200公里/小时的速度投入营运，向世界展示了高速铁路广阔的发展前景。

### 研制
1965年，苏联正式立项研制高速列车，超过50个设计院、研究所和企业参与研发，列车总体研究和设计工作由里加车辆制造厂承担。1967年，列车的技术设计方案通过苏联交通部的技术评审。高速列车被定型为ER200型，工厂设计代号为62-110，采用动力分散式的电力动车组，列车编组由14节车厢（12辆动车、2辆拖车）组成，适用于3000伏直流电气化铁路，采用直流牵引电动机，列车持续功率为10,320千瓦，最高运行速度为200公里/小时。为了减轻车辆重量、降低车辆运行阻力，ER200型电力动车组也是苏联第一种采用铝合金车体的铁路车辆。1966年至1967年间，里加车辆制造厂和全苏车辆制造科学研究院及乌克兰巴顿焊接研究所合作，对铝合金的选材和焊接工艺方面进行了研究，并试制了一辆采用铝合金车体的试验车和进行结构强度试验，以获得设计和制造铝合金车体的试验数据和经验。

### 试验

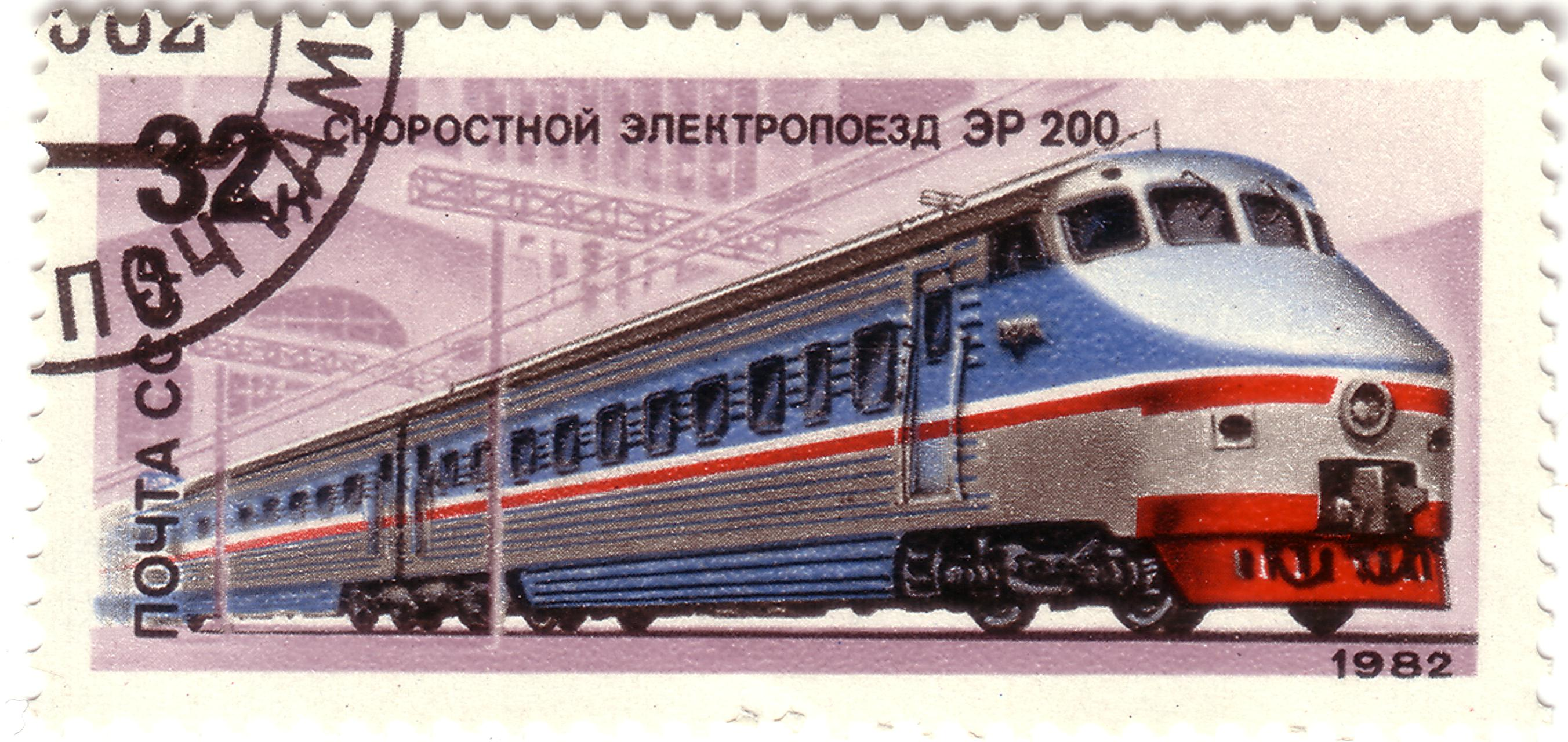
一枚以ER200型高速列车为主题的苏联邮票

1973年12月，里加车辆制造厂成功试制了首列ER200型电力动车组，列车的主要牵引电气设备由里加电机制造厂提供。1974年1月，采用6节车厢试验编组的ER200型电力动车组在波罗的海铁路局管内的里加至绍尔克拉斯蒂进行首次试验运行，并于同年4月17日首次达到160公里/小时的速度。同年年中，全苏铁道运输科学研究院负责对ER200型电力动车组进行首次高速试验，列车在北高加索铁路局管内的别洛列琴斯克至迈科普之间的高速试验区段，完成了最高速度达到206公里/小时的试验运行。
1975年，里加车辆制造厂根据之前的试验结果，对ER200型电力动车组的弹簧悬挂系统、制动系统、传动系统等方面作出了改进后，列车于同年8月至10月在相同区段进行了全面的动力学性能试验，并在汉斯卡亚至别洛列琴斯克区间达到210公里/小时的速度。1974年至1975年间，ER200型电力动车组完成了动力车和拖车的动力学性能、列车的牵引和制动性能、弓网受流性能等各种试验，试验结果显示列车的技术性能指标均达到了设计要求，在200～210公里/小时的速度下仍保持优良的运行品质。
1976年，首列ER200型电力动车组交付十月铁路局的列宁格勒-莫斯科客运机务段（ТЧ-8），开始在莫斯科-列宁格勒铁路投入运用考核。1979年11月16日，ER200型电力动车组首次载客试运行。在超过七年的运用考核过程中，主要让机务段熟悉列车的操纵方法和检修工作，并尽可能找出潜在的问题，以保证该列车的运用安全。

### 营运
1983年底，苏联交通部批准ER200型电力动车组在莫斯科-列宁格勒铁路投入商业营运。1984年3月1日，ER200型电力动车组正式投入运用，担当莫斯科至列宁格勒的167A/168А次特快列车，初期列车每周只行驶两个单程，每星期四由列宁格勒开出，每星期五由莫斯科始发。列车最高运行速度为200公里/小时，平均技术速度达到140公里/小时，单程运行时间为4小时59分钟。日常营运通常采用10辆编组列车，其余4辆动车备用；列车在列宁格勒-莫斯科客运机务段的检修车间内进行技术保养，可以进行ТО-1、ТР-1、ТР-2级检修。
1984年秋季，铁道部门根据列车的营运经验，维修了180公里的铁路以减少限速区段，更换了20公里的接触网承力索来强化电气化铁路，并加强对列车电气设备的防雪保护。从1984年9月26日起，十月铁路局调整了列车运行图，ER200型电力动车组从莫斯科到列宁格勒的运行时间减少了20分钟，缩短到4小时39分钟。此后，随着线路质量和供电系统的进一步改善，至1987年全线允许速度达到200公里/小时的区段长度已经近300公里，全程运行时间再缩短到4小时30分钟。但在1988年，由于列车运行正点率明显下降，因而又再恢复单程运行时间4小时59分钟的列车运行图。
至1987年，ER200型电力动车组已经投入营运超过三年，运送旅客12万人。由于该列车是在1970年代制造，部分动车从出厂后已走行了23万公里，而头车已走行了37万公里。列车运行期间虽然未发生过重大故障，但部分设备和零部件也面临使用寿命到期，因此十月铁路局决定在不影响列车正常营运的情况下，由十月电动车辆修理厂对逐辆车厢进行厂修。但由于没有备用的头车，因此里加车辆制造厂于1988年新造了另外两节头车（105、107）供替换使用。

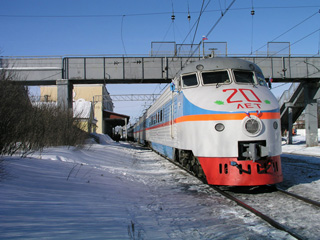
2004年3月，ER200型电力动车组投入服务20周年

1991年，里加车辆制造厂和里加电机制造厂生产了第二列ER200型电力动车组，当年制造了六节车厢（包括两节拖车和四节动车），其余六节动车在1992年至1994年间以每年两节的速度陆续交付。与第一组列车相比，第二组列车在电气系统上作出了改进，并采用了不同的控制电路。因此，第二组列车的车辆并不能和第一组列车互换使用。1994年，配属十月铁路局的ER200型电力动车组，包括6辆头车、22辆动车，被重新编组为三组列车。第一组列车（ER200-1）采用10辆编组（包括1988年制造的头车），在莫斯科-圣彼得堡铁路运用；第二组列车（ER200-2）采用10辆编组，作为备用列车；第三组列车（ER200-3）采用6辆编组，用于担当周末开行圣彼得堡—大诺夫哥罗德的特快列车。然而，由于第二组列车的可靠性较差，该列车的牵引系统由圣彼得堡列宁电工厂进行改造，更换了部分与第一组列车通用的零部件。1995年9月21日，ER200-2号列车接替返厂大修的ER200-1号列车，在莫斯科-圣彼得堡铁路投入运用，而ER200-3号列车则作为备用车。1998年底，ER200-1号列车完成大修后再度投入服务。1999年1月，从莫斯科到圣彼得堡的全程运行时间再次缩短到4小时39分钟，并实行每天三班列车的新运行图。

### 退役

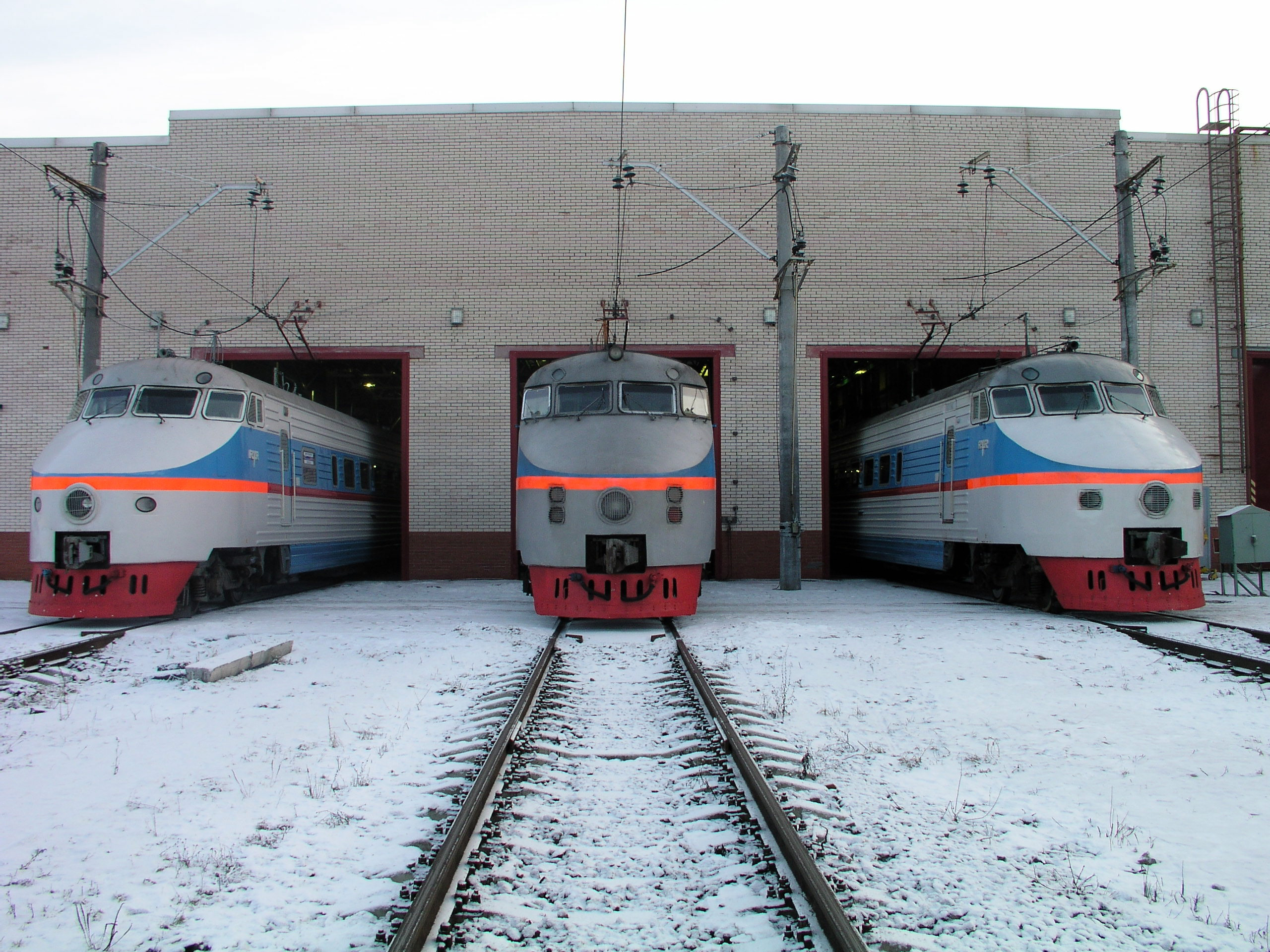
检修库内的ER200型电力动车组

2003年，十月电动车辆修理厂对转向架构架出现裂纹的ER200-1号列车进行КР-1级大修；至2005年，ER200-2号列车亦进行了КР-1级大修，同样发现转向架构架裂纹的安全隐患。2006年8月，为了研究和发掘进一步提高列车运行速度的潜力，ER200型电力动车组在莫斯科-圣彼得堡铁路进行了一次试验运行，全程运行时间仅为3小时55分钟，为后来的线路提速改造提高了数据基础。2006年9月27日，为了保证行车安全，俄罗斯铁路股份公司要求ER200-1号列车停运并作全面检查，但由于专家委员会认为转向架构架裂纹问题并没有有效和彻底的解决方案，因此最终决定让ER200-1号列车就此退役。
2009年2月20日，ER200-2号列车最后一次载客运行。2009年2月28日，ER200-2号列车与新一代的遊隼号高速列车同台出现在圣彼得堡的莫斯科车站，在ER200型电力动车组投入服务25周年纪念上，宣布ER200型电力动车组正式退出营运，同时也代表着俄罗斯铁路的兩代高速列车實現“新老交替”。自1984年投入营运以来，ER200型电力动车组担当了超过4000趟列车，安全运行250万公里。

## 技术特点

### 列车组成
ER200型电力动车组是适用于供电制式为3000伏直流电气化铁路的高速客运列车，列车采用动力分散方式，其标准编组为“十二动二拖”的14辆编组，由2辆带司机室的头部控制拖车（Г）和12辆中间动车组成，每一辆带有受电弓的动车（МТ）和另一辆不带受电弓的动车（М）组成一个电气独立单元，司机可在任一司机室对全列车进行操纵。列车亦可以根据实际需要增减车厢数量，采用灵活的编组方式，列车最短编组为4节车厢（1个动力单元），最长编组达14节车厢（6个动力单元）。各车厢之间采用БСУ-4型密接式车钩连接，以降低车辆之间的纵向冲击、提高了列车的纵向舒适性和安全性；而两端头车并设有SA-3型自动车钩，方便与其他机车车辆连接。
| ER200-1号列车编组（14辆完整编组） | ER200-1号列车编组（14辆完整编组） | ER200-1号列车编组（14辆完整编组） | ER200-1号列车编组（14辆完整编组） | ER200-1号列车编组（14辆完整编组） | ER200-1号列车编组（14辆完整编组） | ER200-1号列车编组（14辆完整编组） | ER200-1号列车编组（14辆完整编组） | ER200-1号列车编组（14辆完整编组） | ER200-1号列车编组（14辆完整编组） | ER200-1号列车编组（14辆完整编组） | ER200-1号列车编组（14辆完整编组） | ER200-1号列车编组（14辆完整编组） | ER200-1号列车编组（14辆完整编组） | ER200-1号列车编组（14辆完整编组） |
| --------------------------------- | --------------------------------- | --------------------------------- | --------------------------------- | --------------------------------- | --------------------------------- | --------------------------------- | --------------------------------- | --------------------------------- | --------------------------------- | --------------------------------- | --------------------------------- | --------------------------------- | --------------------------------- | --------------------------------- |
| 车厢号                            | 1                                 | 2                                 | 3                                 | 4                                 | 5                                 | 6                                 | 7                                 | 8                                 | 9                                 | 10                                | 11                                | 12                                | 13                                | 14                                |
| 车辆编号                          | 101                               | 112                               | 114                               | 122                               | 124                               | 132                               | 134                               | 142                               | 144                               | 152                               | 154                               | 162                               | 164                               | 103                               |
| 车辆类型                          | 拖车（Г）                         | 动车（МТ）                        | 动车（М）                         | 动车（МТ）                        | 动车（М）                         | 动车（МТ）                        | 动车（М）                         | 动车（МТ）                        | 动车（М）                         | 动车（МТ）                        | 动车（М）                         | 动车（МТ）                        | 动车（М）                         | 拖车（Г）                         |
| 制造年份                          | 1973年                            | 1973年                            | 1973年                            | 1973年                            | 1973年                            | 1973年                            | 1973年                            | 1973年                            | 1973年                            | 1973年                            | 1973年                            | 1973年                            | 1973年                            | 1973年                            |
| ER200-2号列车编组（12辆完整编组） |                                   |                                   |                                   |                                   |                                   |                                   |                                   |                                   |                                   |                                   |                                   |                                   |                                   |                                   |
| 车厢号                            | 1                                 | 2                                 | 3                                 | 4                                 | 5                                 | 6                                 | 7                                 | 8                                 | 9                                 | 10                                | 11                                | 12                                |                                   |                                   |
| 车辆编号                          | 201                               | 212                               | 214                               | 222                               | 224                               | 232                               | 234                               | 242                               | 244                               | 252                               | 254                               | 203                               |                                   |                                   |
| 车辆类型                          | 拖车（Г）                         | 动车（МТ）                        | 动车（М）                         | 动车（МТ）                        | 动车（М）                         | 动车（МТ）                        | 动车（М）                         | 动车（МТ）                        | 动车（М）                         | 动车（МТ）                        | 动车（М）                         | 拖车（Г）                         |                                   |                                   |
| 制造年份                          | 1991年                            | 1991年                            | 1991年                            | 1991年                            | 1991年                            | 1992年                            | 1992年                            | 1993年                            | 1993年                            | 1994年                            | 1994年                            | 1991年                            |                                   |                                   |

### 车体结构
车体采用铝合金制造的整体承载式结构，车体的底架、侧墙、车顶等主要部件采用大型挤压铝合金型材制造，以减轻高速列车的车体自重、提高车体的防腐性和密封性。车体长度为26,000毫米，车体宽度为3,130毫米。车辆之间所产生的拉伸和压缩冲击力等纵向载荷由整个车体的主要结构包括底架、侧墙以及顶盖共同承受，头车和中间动车允许的纵向压缩力分别为250吨和200吨。14辆标准编组的列车总重量为787.4吨，其中头部拖车自重48.5吨、带受电弓的动车自重58.2吨、无受电弓的拖车自重56.3吨。
列车两端车头采用流线型头型，车体下部设有圆弧形板裙板包覆车底设备，以减少高速运行时的空气阻力；为了选择空气动力性能最佳的车头形状，曾经对各种方案的模型在风洞中进行了研究。为了提高车体侧墙刚度、降低列车高速会车时产生交会压力波对车窗造成的瞬间冲击，车体侧墙除了采用波纹铝合金板制造，还采用了稍微向内倾斜的设计。此外，车辆之间连接处还设有橡胶外裙边风挡，以免产生涡流。

### 设备布置
设备布置方面，列车的主要电气和机械设备均布置在车底之下，从而扩大了客室空间。控制车前部设有司机室、辅助设备室、控制电器室和乘务员室，中部设有一个酒吧间，后部为28个座席的载客空间和两个厕所；中间车厢的其中一端设有电气设备室和乘务员室，而另一端设有两个厕所，后部为68个座席的载客空间。车厢两端两侧各设有两道供旅客出入的侧门，其高度只适用于高站台。客室采用“2+2”的双人座位布置方式，并采用可旋转可倾斜的航空式座椅。车内厕所采用坐式便器，并设有真空集便装置，将乘客的排泄物收集在车下的专门容器内。全部车辆均设有КЖВС-25型空调装置，其中通风机设于通过台顶部，压缩机、冷凝器和热交换器则集合为一个单元安装于车底，空调制冷量为25,000千卡/小时。为了在寒冷季节提高客车内温度，列车采暖系统使用电热取暖器，安装于座位两侧下方的侧墙上。

### 转向架
每节车厢装有两台二轴转向架，可分为动车转向架和拖车转向架两种，两者除了驱动装置和制动装置的差别之外，其余部分均采用了基本一致的结构。转向架构架是由两个侧梁和三个横梁组焊而成的箱型钢结构。轴箱采用圆柱滚子轴承及拉杆式轴箱定位装置，实现轮对相对转向架构架的纵向及横向位移。轮对采用整体辗钢车轮，车轮直径为950毫米，所有轮对均设有踏面清扫器，以改善车轮与钢轨间的粘着状态。转向架的固定轴距为2,500毫米，转向架中心间距为18,800毫米，车辆全轴距为21,300毫米。
转向架设有二系悬挂装置，一系悬挂为轴箱侧螺旋圆弹簧，二系悬挂为摇动台式中央悬挂装置，中央悬挂装置采用膜式空气弹簧，以提高车辆的垂向平稳性。弹簧悬挂系统的总静挠度为195毫米，其中中央悬挂空气弹簧的静挠度为150毫米。焊接结构的摇枕由两部分组成，兼作为空气弹簧的附加空气室。转向架采用全旁承承载结构，车体重量通过中央悬挂装置左右两侧的空气弹簧支承于转向架摇枕上，以提高转向架回转阻尼并抑制转向架的蛇行运动。转向架两侧设有斜对称安装的纵向牵引拉杆，拉杆两端具有弹性节点将摇枕和构架相连，以传递牵引力及制动力，并使摇动台得到纵向定位并改善振动性能。为了改善转向架的垂向振动性能，在轮对轴箱及构架之间、以及摇枕和车体之间均装有油压减震器。
每个动力转向架装有两台牵引电动机，牵引电动机采用架悬式全悬挂安装方式，将牵引电机整个悬挂在转向架构架上，以减轻簧下质量，并减少电机承受从轨道传递而来的振动冲击。牵引电动机通过橡胶弹性联轴器向车轴齿轮箱传递扭矩，再经过齿轮箱内大、小直齿圆柱齿轮驱动轮对。车轴齿轮箱采用轴悬式悬挂，其中一端通过抱轴承刚性抱合在车轴上，另一端通过缓冲橡胶垫架设在转向架构架上，齿轮传动比为26：61（1：2.346）。

### 传动系统
ER200型电力动车组采用直—直流电传动，每一辆带有受电弓的动车（МТ）和另一辆不带受电弓的动车（М）组成一个电气独立单元，所有主要高压牵引电气设备均设于带受电弓的动车，包括电磁接触器、晶闸管斩波器、起动电阻、换向开关、高速断路器等装置。每个动力单元内的两辆动车共用同一套牵引电气设备，这样可以减少电气设备的数量和重量；当其中一辆动车的电气设备故障时，牵引系统能保障余下一辆动车继续运转。接触网导线上的3000伏直流电电流，经受电弓引入列车后经过调压，供给两辆动车上的八台牵引电动机并驱动轮对。各个动力单元互相独立，当列车的其中一个单元发生故障时，列车的牵引主电路可隔离该动力单元，而列车的运行则不受影响。ER200型电力动车组采用由全苏铁道运输科学研究院研发的ТСп-1М型双臂式高速受电弓，主要特点为采用轻量化滑板，并能够在紧急情况下自动快速降弓。
ER200型电力动车组采用起动电阻、级间斩波、牵引电机的串—并联换接和磁场削弱等多种方式相结合的调压控制系统。每辆动车的四台牵引电动机全部固定以串联方式连接。在列车起动和加速过程中采用变阻起动，通过调节起动电阻阻值起动列车。起动电阻可分为10级调节，在1～5级时每个动力单元内的八台牵引电动机全部串联连接，而在6～10级时每四台牵引电动机分两组以串—并联方式连接。每个级间之间采用晶闸管斩波器调节输出电压，实现列车的全加速过程无级调压。ТБ353-630-16型斩波器采用脉宽调制，额定工作频率为400赫兹。为扩大列车的恒功调速范围，还可以对牵引电动机采用无级磁场削弱，削弱率范围为28%～100%。
列车采用1ДТ-01型牵引电动机，该型电动机为四极串励直流电动机，电枢绕组和励磁绕组串联，带有四个主磁极和四个换向极，额定电压为750伏；小时功率为240千瓦，电流为360安倍，转速为每分钟1740转；持续功率为215千瓦，电流为320安倍，转速为每分钟1840转；电机重量为1320公斤，冷却方式为不带外部风扇的自通风冷却。

### 制动系统
ER200型电力动车组设有三种独立的制动系统，包括电阻制动、轮盘制动、磁轨制动。当列车实施电阻制动时，使牵引电动机变为直流发电机运转，发出的电能接通到制动电阻，将电能转化为热能消耗掉。全列车的每根车轴（除了头车前端转向架的第一根车轴外）都装备了两套轮盘制动装置，由电控空气制动机控制。磁轨制动仅限紧急制动时使用，转向架两侧下方均安装有磁轨制动器，利用悬挂在转向架的电磁铁靴吸附在路轨上的摩擦阻力来降低车辆速度，磁轨制动器由蓄电池供电，额定电压为110伏直流电。
在常用制动时，从200公里/小时减速至35公里/小时仅需要使用电阻制动，而速度低于35公里/小时则同时使用电阻制动和轮盘制动。当列车制动初速度为200公里/小时，这两种制动方式可以保证列车制动距离不大于2100米。在紧急制动情况下，磁轨制动可以与电阻制动和轮盘制动同时使用，使列车制动距离缩短到1600米。此外，为了防止轮对因滑行而造成的踏面擦伤，列车的所有制动轴还设有电子防滑器，速度传感器安装于轴箱盖上。

### 辅助设备
所有不带受电弓的动车和控制拖车均设有电动发电机、蓄电池、空气压缩机、以及电热器及电动发电机的接触器开关。1ПВ.004型电动发电机由一台直流电动机及一台同轴的交流发电机组成，电动机及发电机的额定功率分别为87千瓦和75千瓦，额定转速为每分钟1500转，将3000伏直流电转换成220伏工频三相交流电，向空气压缩机、车厢照明等其他辅助设备供电。而列车的控制电路和蓄电池充电由另一台整流器供电，将220伏工频三相交流电转换成110伏直流电。

## 车辆保存

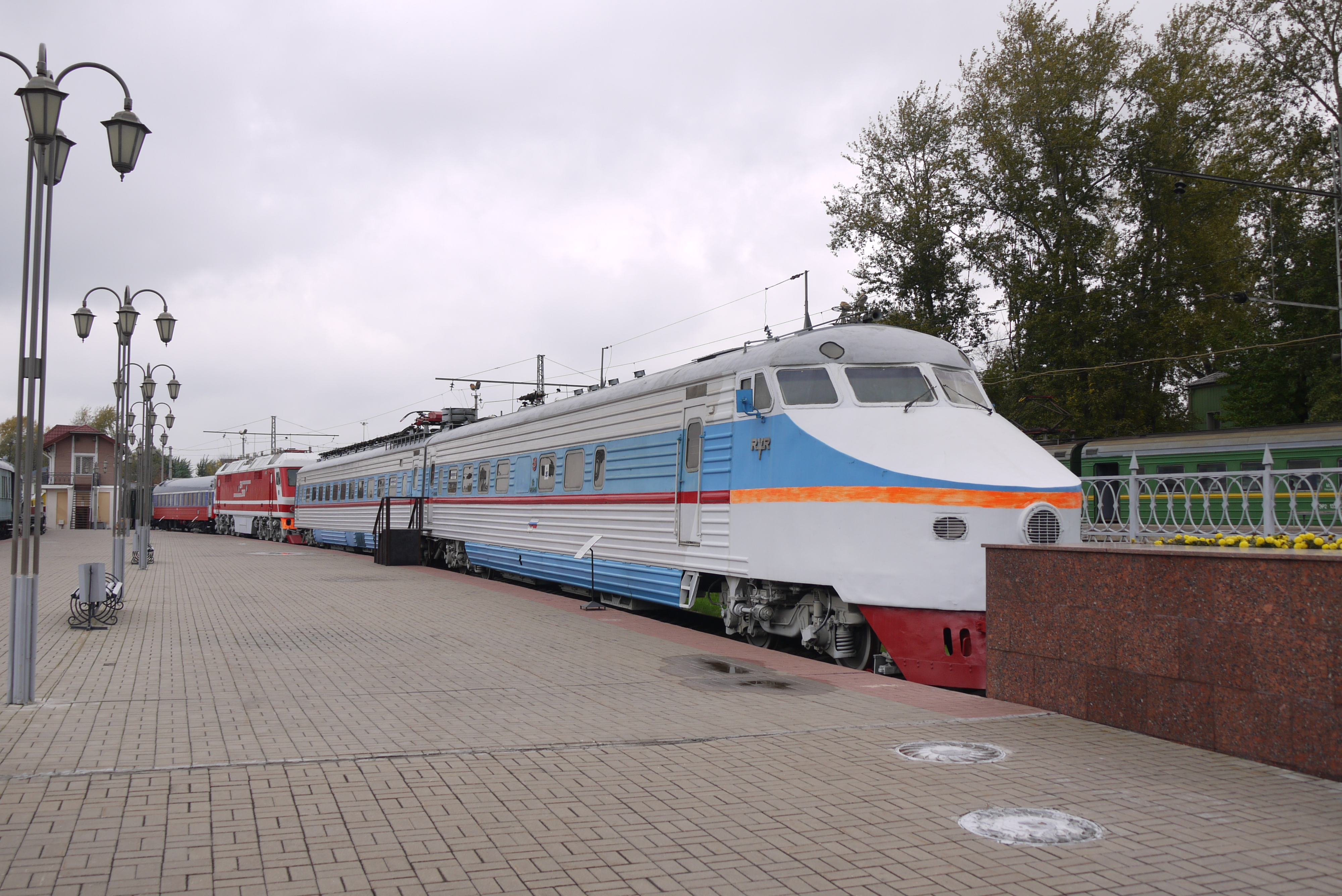
在莫斯科铁路博物馆内展示的ER200型电力动车组

- ER200-1号列车的其中四节车厢（101、112、114、103），于2008年7月31日进入位于圣彼得堡华沙火车站的十月铁路博物馆展示。
- ER200-1号列车的另外两节车厢（144、105），于2009年7月进入位于莫斯科里加站的莫斯科铁路博物馆展示。
- ER200-2号列车的其中三节车厢（107、252、254），于2011年3月交由萨马拉国立交通大学的铁路科技博物馆保存。
- ER200-2号列车的其中五节车厢（201、212、214、222、224），于2012年9月进入叶卡捷琳堡铁路博物馆保存。
- ER200-2号列车的其余五节车厢（232、234、242、244、203），于2012年9月进入新西伯利亚铁路装备博物馆保存。

## 参看
- ES250型电力动车组
- 新干线0系电力动车组
- 主体号